# Diaphanium maximum
Diaphanium maximum är en svampart som beskrevs av Fr. 1849. Diaphanium maximum ingår i släktet Diaphanium, divisionen sporsäcksvampar och riket svampar.   Inga underarter finns listade i Catalogue of Life.